# Centrale thermique de Heyden
La centrale thermique de Heyden est une centrale thermique au charbon en Rhénanie-du-Nord-Westphalie, en Allemagne.

## Historique du fonctionnement
Entre janvier et février 2021, la centrale a dû être redémarrée six fois, même si elle avait été officiellement fermée à cause de l’Energiewende. Au début d’avril, l’usine a été reclassifiée de la fermeture à la « puissance de rotation ».
À partir de fin août 2022, la centrale à charbon, qui n'était qu'une réserve de réseau électrique, est remise en service afin d'économiser du gaz (production d'électricité à partir de gaz), dans le cadre de la crise énergétique liée à l'invasion de l'Ukraine par la Russie.
Uniper annonce la mise à l'arrêt définitif de la centrale fin septembre 2024.